# Jornal do Commercio (Manaus)
Jornal do Commercio é um jornal brasileiro editado na cidade de Manaus, capital do estado do Amazonas. Foi fundado em 2 de janeiro de 1904 por J. Rocha dos Santos, sendo o jornal mais antigo em circulação na Amazônia e um dos mais antigos do Brasil. É voltado para setores da economia do estado.
O grupo empresarial Jornal do Commercio inclui a SB Imóveis. Durante 78 anos foi proprietário também da Rádio Baré, vendida em março de 2023 para os empresários Wellington Lins de Oliveira e Maria do Carmo Seffair, proprietários da Faculdade Metropolitana de Manaus (FAMETRO). A sede do Jornal do Commercio está localizada na avenida Tefé, bairro Japiim, em Manaus.

## História
A história do jornal pode ser dividida em três grandes períodos: o início com a fundação de J.Rocha dos Santos; "a era Chateaubriand", a partir de 1943, quando foi integrado à rede Diários Associados e a gestão do jornalista Guilherme Aluízio de Oliveira Silva a partir de 1985.

### Primeira era: 1904–1943
O lançamento do Jornal do Commercio ocorreu em 2 de janeiro de 1904, durante a fase áurea da economia amazonense, conhecida como ciclo da borracha que permaneceria fomentando a economia do Estado até o início da primeira década do Século XIX. Ele foi o terceiro jornal na América do Sul a importar uma máquina linotipo, em 1906, usada na composição de seus textos. Fundado por J. Rocha dos Santos, o jornal passou cinco anos depois para o controle de Vicente Reis.
No momento de sua fundação, o Estado do Amazonas era chefiado por Silvério Nery, sucedido ainda em 1904 por Constantino Nery, cujo vice-governador foi Antonio Bittencourt. O Amazonas vivia o ápice da exportação da borracha que proporcionou um dos maiores ciclos de desenvolvimento ao Estado.
Durante o governo de Jonathas Pedrosa (1913-1917), esteve no comando do jornal,  Vicente Reis. O jornal testemunhou a decadência econômica com o declínio do ciclo da borracha e sofreu as consequências dessa crise. O jornal registrou, neste período, fatos históricos, como a Primeira Guerra Mundial, em 1914, o naufrágio do Titanic, em 1912, e a Grande Depressão norte-americana, em 1929.

### Segunda era: 1943–1984
Em 1943, o jornal passou a ser controlado pela rede de Assis Chateaubriand, a maior rede de comunicações brasileira, os Diários Associados. A trajetória dos Diários começou em 1924 quando o jornalista Assis Chateaubriand investiu em O Jornal, publicação que circulava no Rio de Janeiro.
Em 1943, adquiriu o Jornal do Commercio. Neste período o jornal notou-se por publicar noticiário nacional em destaque de forma quase instantânea, diminuindo o isolamento informativo da região em relação ao restante do país. O Jornal do Commercio noticiou diversas lutas pelo desenvolvimento do Amazonas, como a busca por melhores condições para a retomada da produção de borracha após a Segunda Grande Guerra, a deficiência energética do Estado e a logística comercial deficitária diante da dimensão continental do Amazonas.
Muitos desses pleitos tiveram início com a Associação Comercial do Amazonas, considerada a mãe de todas as entidades representativas do setor produtivo amazonense. Criada em 1871, a entidade ainda tem presença constante nas páginas do Jornal do Commercio. Uma das principais conquistas para o setor produtivo foi a publicação do Decreto-Lei nº 288, de 28 de fevereiro de 1967, que alterou as disposições da Lei nº 3.173 de 6 de junho de 1957 e regulamentou a Zona Franca de Manaus.

### Terceira era: 1984–presente
O jornalista e empresário Guilherme Aluízio de Oliveira Silva adquiriu o Jornal do Commercio no ano de 1984. O jornalista passou a assumir, também, a Rádio Baré FM e Ondas Tropicais. O empresário transferiu o complexo empresarial da Avenida Eduardo Ribeiro, do Centro da capital amazonense, para se estabelecer na Avenida Tefé, bairro do Japiim.
Entre fatos noticiados neste período do Jornal do Commercio se destacou a denúncia de sonegação praticada na Suframa (Superintendência da Zona Franca de Manaus) que veio à tona em 1986, tendo ficado conhecida como o 'Escândalo do Colarinho Verde'.
Com a denúncia, houve a demissão do superintendente da autarquia e sua substituição por um interventor. O jornalista Guilherme Aluízio fez a opção, a partir de 1987, em segmentar o conteúdo para a economia, aproveitando que nenhum meio de comunicação dedicava tratamento prioritário à Zona Franca de Manaus.
Ao segmentar-se, deu a seus leitores a oportunidade de conseguir ler, na Amazônia, um veículo impresso voltado basicamente para atividade econômica, voltado para debater o desenvolvimento econômico do Estado do Amazonas.
Muitos intelectuais amazonenses passaram pelo Jornal do Commercio desde os primeiros anos. Entre os jornalistas e escritores reconhecidos que passaram pelo Jornal do Commercio está o jornalista e empresário Phelippe Daou que começou sua jornada jornalística na redação do Jornal do Commercio e depois construiu um império de comunicação com a Rede Amazônica.
Os escritores Álvaro Maia, Aníbal Beça, Robério Braga, Mário Ypiranga Monteiro, João Crisóstomo de Oliveira, Epaminondas Barahuna, Áureo Nonato e José Cidade de Oliveira também escreveram nas páginas do Jornal do Commercio. Entre os jornalistas, Frânio Lima, Cláudio Amazonas, Almir Diniz, primeiro vencedor do Prêmio Esso no Norte, Flávia Seabra, Wilson Nogueira, Raimundo Holanda, Sérgio Bártholo, Edson Melo, Hiel Levy, Sebastião Reis, Gabriel Andrade são alguns dos nomes que passaram pela redação do Jornal do Commercio.
Em 2017, o jornalista Guilherme Aluízio foi homenageado pela Aleam (Assembleia Legislativa do Estado do Amazonas) em decorrência da contribuição em divulgar as atividades da indústria no Estado, além de incentivar o modelo econômico para o desenvolvimento da região. Na oportunidade, o empresário ressaltou que o Jornal do Commercio é um segmento da indústria e do comércio. Em 2017, o jornalista Guilherme Aluízio recebeu homenagens pelos seus 80 anos.
O jornalista Guilherme Aluízio morreu vítima de câncer no pâncreas, aos 82 anos. no dia 3 de junho de 2019 . O seu filho Sócrates Bomfim Neto que já comandava administrativamente a empresa assumiu como CEO do grupo. Sob a liderança de Sócrates Bomfim Neto, o jornal passou a investir mais na sua presença digital através do Portal JCAM e das redes sociais.